# Performance (álbum de Esther Phillips)
Performance es un álbum de estudio de la cantante estadounidense Esther Phillips. Fue lanzado en agosto de 1974 a través de Kudu, subsidiaria de CTI Records.

## Grabación y contenido

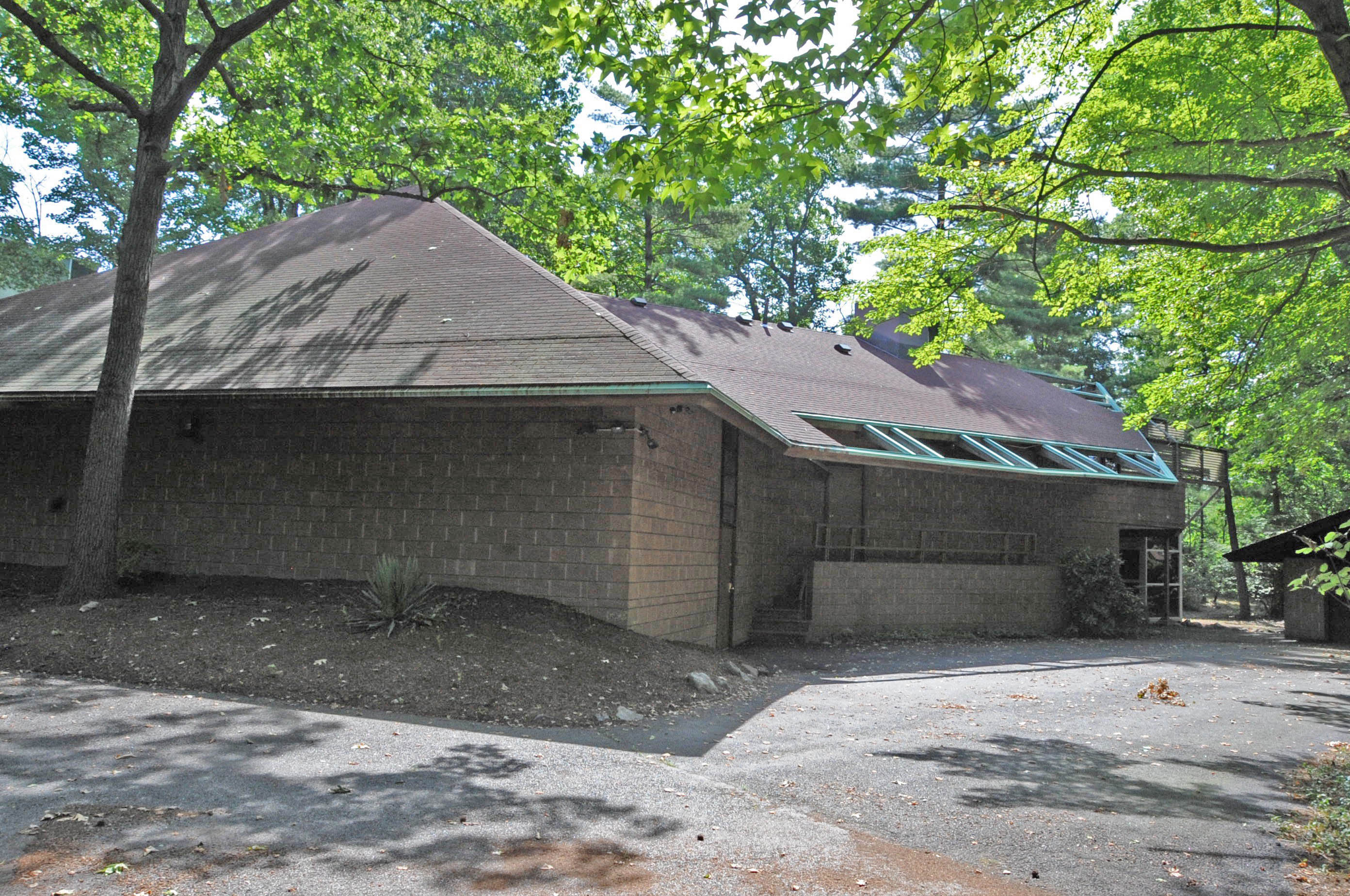
Van Gelder Recording Studios, donde Phillips grabó Performance.

Las sesiones de grabación del álbum tuvieron lugar en mayo de 1974 en los estudios Van Gelder, en Englewood Cliffs, Nueva Jersey. Creed Taylor produjo el álbum mientras que el propietario del estudio Rudy Van Gelder se desempeñó como ingeniero de audio. Pee Wee Ellis añadió arreglos de cuerdas a varias pistas. Performance contenía siete canciones. El lanzamiento de Performance incluyó temas escritas por compositores establecidos. Esto incluyó a Allen Toussaint, Eugene McDaniels, Mac Rebennack, e Isaac Hayes. Los músicos de sesión incluían a Bob James, Richard Tee, Steve Gadd, Ralph MacDonald, y Mike Brecker.

## Recepción de la crítica
Un escritor no especificado de Record World declaró: “El estilo vocal penetrante de este zorzal de primer calibre ha carecido durante demasiado tiempo del gran reconocimiento público que merece, pero poco a poco, la Sra. Phillips está cosechando elogios generalizados, y este disco es el que la llevará a la cima. Es una verdadera artista”.

## Lista de canciones
| Lado uno |                   |                                           |          |  |
| N.º      | Título            | Escritor(es)                              | Duración |  |
| 1.       | «I Feel the Same» | Chris Smither                             | 8:24     |  |
| 2.       | «Performance»     | Allen Toussaint                           | 5:23     |  |
| 3.       | «Doing Our Thing» | Clarence Carter Allyn Lee Clemmie McCants | 3:34     |  |

| Lado dos |                                            |                                       |          |  |
| N.º      | Título                                     | Escritor(es)                          | Duración |  |
| 1.       | «Disposable Society»                       | Eugene McDaniels                      | 5:15     |  |
| 2.       | «Living Alone (We're Gonna Make It)»       | Jill Lynn Billy Barnes Leon Pendarvis | 5:19     |  |
| 3.       | «Such a Night»                             | Mac Rebennack                         | 3:20     |  |
| 4.       | «Can't Trust Your Neighbor with Your Baby» | Isaac Hayes David Porter              | 3:53     |  |

## Créditos y personal
Créditos adaptados desde las notas de álbum de Performance.
Músicos
- Esther Phillips – voces
- Bob James – piano (5), piano eléctrico (4)
- Richard Tee – piano (3, 7), órgano (5), track piano (6)
- Gary King – bajo eléctrico
- Gordon Edwards – bajo eléctrico (3)
- Bernard Purdie – batería
- Steve Gadd – batería (4, 5)
- Charlie Brown – guitarra
- Richie Resnicoff – guitarra (4, 5)
- Jon Sholle – guitarra (1, 7)
- Eric Weissberg – steel guitar (2)
- Ralph MacDonald – percusión
- Hubert Laws – flauta
- Pee Wee Ellis – campanas tubulares
- Pepper Adams – saxofón barítono
- Michael Brecker – saxofón tenor (4)
- Jerry Dodgion – saxofón alto
- Jon Faddis – trompeta, fliscorno
- John Gatchell – trompeta, fliscorno
- Marvin Stamm – trompeta, fliscorno
- Urbie Green – trombón
- Al Brown – viola
- Harold Coletta – viola
- Manny Vardi – viola
- Charles McCracken – violonchelo
- George Ricci – violonchelo
- Patti Austin – coros (2, 6)
- Lani Groves – coros (2, 6)
- J. Denise Williams – coros (2, 6)
- Carl Carldwell – coros (3, 5)
- Robin Clark – coros (3, 5)
- Tasha Thomas – coros (3, 5)

## Posicionamiento
| Gráfica (1974)                      | Pico de posición |
| ----------------------------------- | ---------------- |
| Estados Unidos (Billboard Soul LPs) | 46               |
| Estados Unidos (Billboard Jazz LPs) | 27               |